# Dystrykt Harnai
Dystrykt Harnai (paszto: هرنای) – dystrykt w południowo-zachodnim Pakistanie w prowincji Beludżystan. Siedzibą administracyjną dystryktu jest Harnai.
Dystrykt został wydzielony z dystryktu Sibi.